# Грушце
Грушце (словен. Grušce) — поселення в общині Шентюр, Савинський регіон, Словенія. 
Висота над рівнем моря: 410,5 м.